# Condado de Dunn (Dakota del Norte)
El condado de Dunn (en inglés, Dunn County, North Dakota) es una subdivisión administrativa del estado de Dakota del Norte, Estados Unidos. Según el censo de 2020, tiene una población de 4095 habitantes.
La sede del condado es Manning.

## Geografía
Según la Oficina del Censo, el condado tiene un área total de 5393 km², de la cual 5202 km² es tierra y 191 km² es agua.
El condado de Dunn tiene una característica particular entre los condados del oeste de Dakota del Norte. Como otros condados de la región, tiene tanto praderas como zonas áridas (badlands). Pero en la parte noroeste del condado están las montañas Killdeer, que pueden describirse más exactamente como cerros. Estos cerros ayudan a crear un mini-ecosistema en el extremo sur de las badlands de Little Missouri, que tiene una mayor abundancia de bosques de álamos y vida silvestre que la que se encuentra normalmente en el suroeste de Dakota del Norte.
La esquina noroeste del condado, al noroeste de las montañas Killdeer, tiene muchos kilómetros cuadrados de bosques de roble bur, principalmente en las laderas de los cerros que dan hacia el norte. El roble bur y el álamo temblón, aunque nativos de Dakota del Norte, son escasos en el oeste del estado. El Condado de Dunn es una excepción en ese sentido.

### Localidades
- Manning (capital)

### Condados adyacentes
- Condado de Mountrail (norte)
- Condado de McLean (noreste)
- Condado de Mercer (este)
- Condado de Stark (sur)
- Condado de Billings (suroeste)
- Condado de McKenzie (noroeste)

### Áreas protegidas nacionales
- Refugio Nacional de Vida Silvestre del Lago Ilo (Lake Ilo National Wildlife Refuge)

## Demografía
En el 2000 la renta per cápita promedia del condado era de $30, 015, y el ingreso promedio para una familia era de $34 405. El ingreso per cápita para el condado era de $14 624. En 2000 los hombres tenían un ingreso per cápita de $26 226 versus $17 143 para las mujeres. Alrededor del 17.50% de la población estaba bajo el umbral de pobreza nacional.
Según la estimación 2015-2019 de la Oficina del Censo, el ingreso promedio para una familia es de $107 625. El 8.1% de la población está en situación de pobreza.
| 1910 | 1920 | 1930 | 1940 | 1950 | 1960 | 1970 | 1980 | 1990 | 2000 | 2010 | 2020 |
| ---- | ---- | ---- | ---- | ---- | ---- | ---- | ---- | ---- | ---- | ---- | ---- |
| 5302 | 8828 | 9566 | 8376 | 7212 | 6350 | 4895 | 4627 | 4005 | 3600 | 3536 | 4095 |

## Mayores autopistas
- Carretera de Dakota del Norte 8
- Carretera de Dakota del Norte 22
- Carretera de Dakota del Norte 200

## Lugares

### Ciudades
- Dodge
- Dunn Center
- Halliday
- Killdeer

Nota: a todas las comunidades incorporadas en Dakota del Norte se les llama "ciudades", independientemente de su tamaño.

## Sitios de interés
- Montañas Killdeer
- Killdeer Mountain National Battlefield